# Powiat łosicki

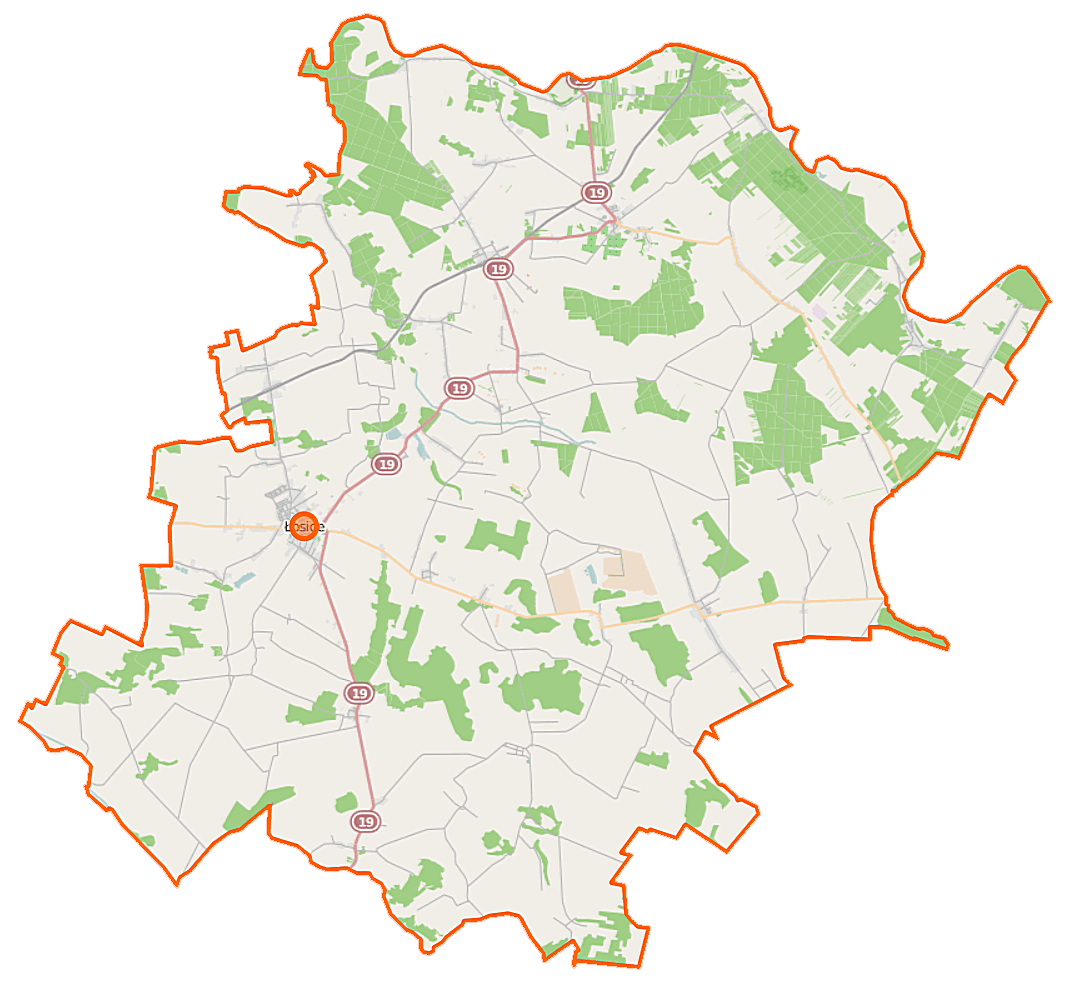
Mapa powiatu

Powiat łosicki – powiat w Polsce (województwo mazowieckie), reaktywowany w 1999 roku w ramach reformy administracyjnej. Jego siedzibą jest miasto Łosice. Jest to najdalej na wschód wysunięty powiat województwa mazowieckiego.
Według danych z 31 grudnia 2019 roku powiat zamieszkiwały 30 774 osoby. Natomiast według danych z 30 czerwca 2020 roku powiat zamieszkiwało 30 658 osób.

## Podział administracyjny
W skład powiatu wchodzą:
- gminy miejsko-wiejskie: Łosice
- gminy wiejskie: Huszlew, Olszanka, Platerów, Sarnaki, Stara Kornica
- miasta: Łosice

## Historia
Powiat łosicki został powołany dnia 1 stycznia 1956 roku w województwie warszawskim, czyli 15 miesięcy po wprowadzeniu gromad w miejsce dotychczasowych gmin (29 września 1954) jako podstawowych jednostek administracyjnych PRL. Na powiat łosicki złożyło się 1 miasto i 30 gromad, które wyłączono z trzech ościennych powiatów:
- z powiatu siedleckiego (woj. warszawskie):
  - miasto Łosice
  - gromady Bejdy, Chotycze, Czeberaki, Górki, Hadynów, Huszlew, Kamianki Lackie, Kobylany, Kornica Nowa, Krzywośnity, Lipno, Łysów, Mierzwice Kolonia, Mostów, Niemojki, Olszanka, Platerowo-Pasieka, Przesmyki, Rusków, Sarnaki, Szpaki Stare, Wojnów i Zakrze;
- z powiatu sokołowskiego (woj. warszawskie):
  - gromady Drażniew i Korczew;
- z powiatu bialskiego (woj. lubelskie):
  - gromady Hołowczyce, Horoszki Duże, Kownaty, Litewniki Nowe i Wólka Nosowska (zmiana przynależności wojewódzkiej gromad).

Po zniesieniu gromad i reaktywacji gmin z dniem 1 stycznia 1973 roku powiat łosicki podzielono na 1 miasto i 8 gmin:
- miasto Łosice
- gminy Huszlew, Korczew, Łosice, Olszanka, Platerów, Przesmyki, Sarnaki i Stara Kornica

Po reformie administracyjnej obowiązującej od 1 czerwca 1975 roku terytorium zniesionego powiatu łosickiego włączono głównie do nowo utworzonego województwa bialskopodlaskiego, oprócz gmin Korczew i Przesmyki, które włączono do województwa siedleckiego.
Wraz z reformą administracyjną z 1999 roku przywrócono w województwie mazowieckim powiat łosicki o kształcie i podziale administracyjnym zmniejszonym w porównaniu z tym z początku 1975 roku, ponieważ gminy Korczew i Przesmyki pozostały przy Siedlecczyźnie, należąc do powiatu siedleckiego w tymże województwie. Miasto i gminę Łosice połączono 1 stycznia 1992 roku we wspólną gminę miejsko-wiejską Łosice.
Porównując obszar dzisiejszego powiatu łosickiego z obszarem z 1954 roku można zauważyć, że niektóre tereny dawnego powiatu łosickiego znajdują się obecnie w powiecie siedleckim, w gminach Korczew, Przesmyki i Mordy.

## Demografia

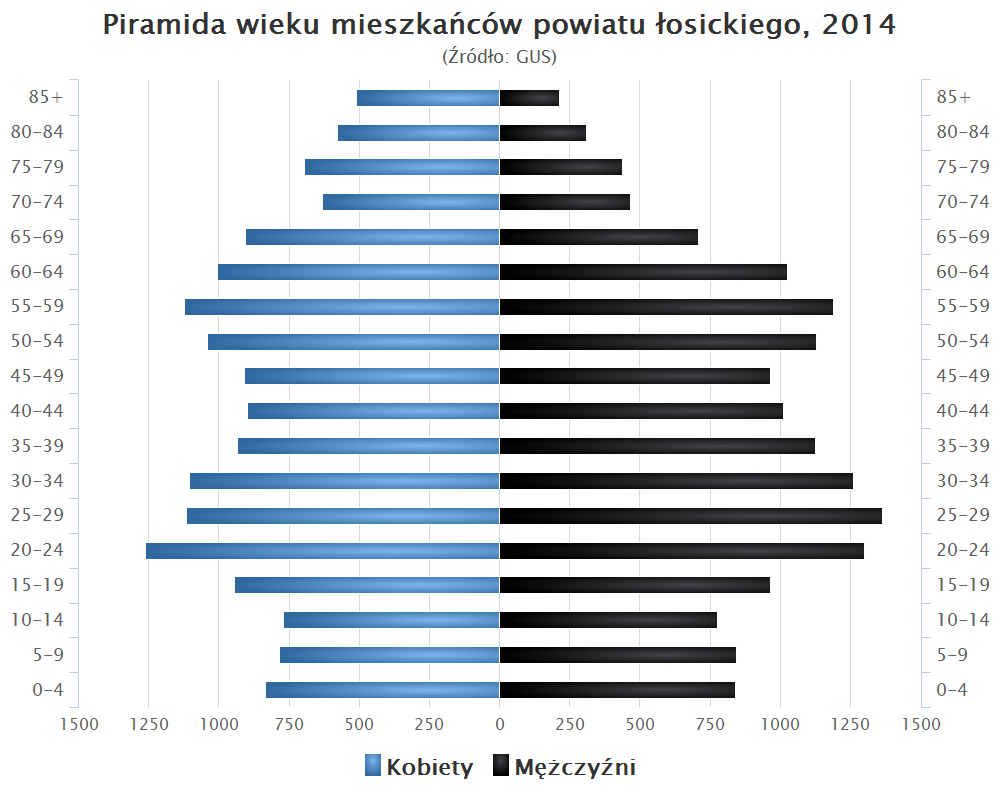
Piramida wieku mieszkańców powiatu łosickiego w 2014 roku

Liczba ludności (dane z 30 czerwca 2016):
|        | Ogółem | Ogółem | Kobiety | Kobiety | Mężczyźni | Mężczyźni |
| osób   | %      | osób   | %       | osób    | %         |           |
| ------ | ------ | ------ | ------- | ------- | --------- | --------- |
| Ogółem | 31 628 | 100    | 15 877  | 50,20   | 15 751    | 49,80     |
| Miasto | 7085   | 22,40  | 3684    | 11,65   | 3401      | 10,75     |
| Wieś   | 24 543 | 77,60  | 12 193  | 38,55   | 12 350    | 39,05     |

▶Wieś vs ▶miasto
Ogółem (▶k, ▶m)
Miasto (▶k, ▶m)
Wieś (▶k, ▶m)

## Starostowie łosiccy
- Stefan Szańkowski (1999–2002) (AWS)
- Ryszard Chomiuk (2002–2006)
- Czesław Giziński (2006–2017) (PSL)
- Bożena Niedzielak (2017–2018) (PSL)
- Katarzyna Klimiuk (2018–2020) (PiS)
- Barbara Michoń (2020) (PiS)
- Janusz Kobyliński (2020–2024) (PiS)
- Bożena Niedzielak (od 2024) (PSL)

## Sąsiednie powiaty
- powiat siedlecki
- powiat siemiatycki (podlaskie)
- powiat bialski (lubelskie)